# 콩포트

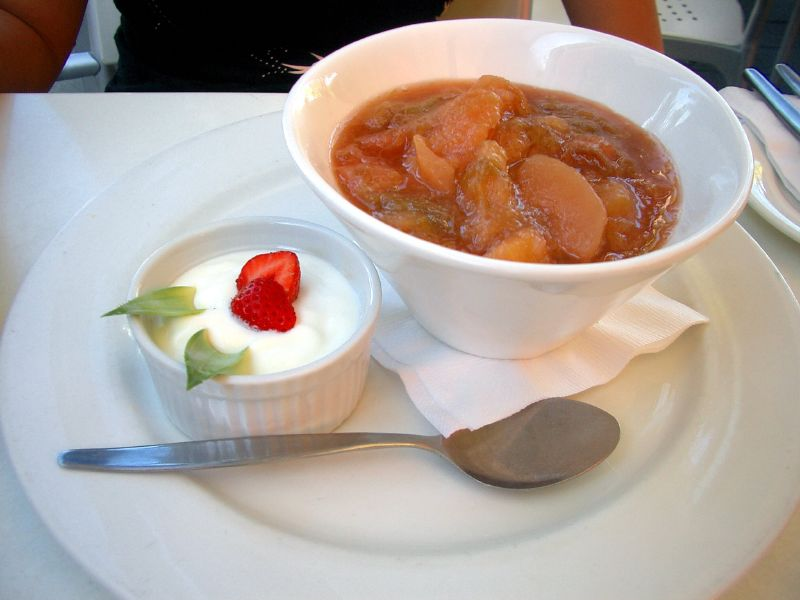
사과 콩포트

콩포트(프랑스어: compote)는 17세기 프랑스에서 유래한 후식의 일종으로 과일과 시럽으로 만들어 먹는 후식이다. 프랑스어로 콩포트는 "섞기"를 의미한다. 모든 과일을 물에 섞고 설탕과 향신료 따위를 약열로 준비해 먹는다. 시럽에는 바닐라, 레몬, 오렌지, 시나몬을 더하거나 아몬드나 코코넛을 밑에 깔기도 한다. 콩포트는 따뜻하게도 하고 차게도 먹으며 큰 그릇에 담아서 개인적으로 먹기도 한다. 휘핑 크림을 더하기도 하며 마른 과일만 얼려서 액체에 같이 녹여서 먹게끔 하기도 한다. 알코올을 더해 먹기도 한다. 유월절 음식이기도 하다.
프랑스에서는 콩포트를 과일과 함께 퓨레처럼 먹거나 살구를 첨가하여 맛을 배가하기도 한다. 타르트 등 다른 후식이 나오기 전에 기본 후식으로 먹기도 한다. 아기 음식으로 많이 먹으며 아침에 특히 많이 준비한다. 스낵으로도 간단하게 먹는 편이다.
서유럽 국가에서 볼 수 있는 콩포트는 동유럽의 콤포트와는 재료는 비슷하지만 그 조리법이 다르다. 동유럽은 콤포트는 오스만 제국 때부터 시작됐으며 이름의 발음이 같다.

## 같이 보기
- 콤포트
- 키셀